# レッスルマニア (1985)
レッスルマニア（WrestleMania）は、1985年3月31日にアメリカ合衆国のプロレス団体WWE（当時はWWF）が開催した年間最大の興行の名称である。

## 概要
- 本大会はWWFがマクマホン・ジュニアの代に替わって以後、WWFの新たな歴史のはじまりにおける一大イベントであり、今なお続くWWEにおいて唯一ナンバリングシリーズであるレッスルマニアの第一回大会である。本大会は当時としては空前の規模のイベントとなり、プロレスイベントとしては異例の400万ドルもの収益を上げ、アメリカン・プロレスの歴史を塗り替えた記念碑的レスリング・イベントとして位置付けられている[1]。
- 元ボクシング世界王者のモハメド・アリ、俳優のミスター・T、ロック・シンガーのシンディ・ローパー、キーボード奏者のリベラーチェ、元ヤンキース監督ビリー・マーチンらがゲストとして出演。
- 全米135の劇場でクローズドサーキット上映され、40万人が有料観戦[2]。
- メイン戦は後にWWEから発売されたレッスルマニアXXのDVD特典に収録されている、WWEのスーパースター達が選ぶレッスルマニア名勝負トップ10において7位にランクインし、PWI紙においても85年の年間最高試合に選出されている[3]。
- オープニングではジーン・オーカーランドが”星条旗”を独唱。

## 結果
| # | 内容 | 条目                                              | 時間  |
| - | --- | ------------------------------------------------- | ----- |
| 1 | ○ティト・サンタナ vs ジ・エクスキューショナー● | シングル                                          | 04:50 |
| 2 | ○キングコング・バンディ (with ジミー・ハート) vs S・D・ジョーンズ●                                                                                             | シングル                                          | 00:23 |
| 3 | ○リッキー・スティムボート vs マット・ボーン● | シングル                                          | 04:37 |
| 4 | △デビッド・サンマルチノ (with ブルーノ・サンマルチノ) vs ブルータス・ビーフケーキ (with "ラシャス" ジョニー・バリアント)△ 反則負け                             | シングル                                          | 12:43 |
| 5 | ○ジャンクヤード・ドッグ vs グレッグ・バレンタイン (c) (with ジミー・ハート)● カウントアウト負け グレッグ・バレンタインのカウントアウト負けのため王座移動は無し | WWFインターコンチネンタル王座戦                   | 07:05 |
| 6 | ○ニコライ・ボルコフ and アイアン・シーク (with フレッド・ブラッシー) vs USエクスプレス (マイク・ロトンド and バリー・ウィンダム) (c) (with ルー・アルバーノ)●  | WWFタッグチーム王座戦                             | 06:55 |
| 7 | ○アンドレ・ザ・ジャイアント vs ビッグ・ジョン・スタッド (with ボビー・ヒーナン)●                                                                               | $15,000争奪ボディスラム・マッチ -Body Slam Match- | 05:53 |
| 8 | ○ウェンディ・リヒター (with シンディ・ローパー) vs レイラニ・カイ (c) (with ザ・ファビュラス・ムーラ)●                                                         | WWF女子王座戦                                     | 06:12 |
| 9 | ○ハルク・ホーガン and ミスター・T (with ジミー・スヌーカ) vs ロディ・パイパー and ポール・オーンドーフ (with カウボーイ・ボブ・オートン)●                      | タッグ戦 with 特別レフェリー モハメド・アリ       | 13:13 |